# Pegomya laticornis
Pegomya laticornis este o specie de muște din genul Pegomya, familia Anthomyiidae. A fost descrisă pentru prima dată de Fallen în anul 1825. Conform Catalogue of Life specia Pegomya laticornis nu are subspecii cunoscute.